# Bruce Gilbert
Bruce Regan Gilbert (* 28. März 1947 in Del Mar, Kalifornien, Vereinigte Staaten) ist ein US-amerikanischer Filmproduzent und Drehbuchautor.

## Leben
Nachdem er von 1965 bis 1967 an der Boston University und von 1967 bis 1969 an der University of California, Berkeley Psychologie als Hauptfach studierte und erfolgreich abschloss, ist Gilbert seit den späten 1970er-Jahren im Filmgeschäft tätig. Seine erste Beteiligung an einem Film war 1978 Coming Home – Sie kehren heim. Dieser handelt vom Vietnamkrieg, entstand unter der Regie von Hal Ashby und erhielt insgesamt acht Oscar-Nominierungen. 1980 wurde er Präsident und CEO seiner Produktionsfirma American Filmworks, was er bis heute noch ist. Nach einem weiteren sehr erfolgreichen Film 1981, Am goldenen See, für welchen Gilbert selbst erstmals eine Oscar-Nominierung erhielt, wandte er sich dem Fernsehen zu. Er fungierte als Ausführender Produzent bei der Kinoadaption der Fernsehserie Warum eigentlich … bringen wir den Chef nicht um?. Auch die sehr erfolgreiche Serie The Dollmaker wurde von ihm produziert. Seine bisher letzte Beteiligung an einer Filmproduktion war der Fernsehfilm Glory & Honor, für welchen er das Drehbuch verfasste.
Gilbert ist geschieden, hat zwei Söhne und lebt abwechselnd in New York und Kalifornien.

## Filmografie (Auswahl)
Als Produzent:
- 1978: Coming Home – Sie kehren heim (Coming Home)
- 1980: Warum eigentlich … bringen wir den Chef nicht um? (Nine to Five)
- 1981: Am goldenen See (On Golden Pond)
- 1981: Das Rollover-Komplott (Rollover)
- 1986: Der Morgen danach (The Morning After)
- 1992: Man Trouble – Auf den Hund gekommen (Man Trouble)
- 1993: Mein Vater – Mein Freund (Jack the Bear)

Als ausführender Produzent:
- 1979: Das China-Syndrom (The China Syndrome)
- 1984: The Dollmaker (Fernsehfilm)
- 1990: By Dawn’s Early Light (Fernsehfilm)
- 1998: Glory & Honor (Fernsehfilm)

Als Drehbuchautor:
- 1981: Archie Bunker's Place (Fernsehserie; Episode Harry's Investment)
- 1990: By Dawn's Early Light (Fernsehfilm)

## Auszeichnungen (Auswahl)
- 1982: Oscar: Nominierung in der Kategorie Bester Film für Am goldenen See
- 1983: BAFTA: BAFTA Award: Nominierung in der Kategorie Bester Film für On Golden Pond
- 1984: Emmy-Verleihung 1984: Nominierung in der Kategorie Bestes Drama oder beste Komödie für The Dollmaker